# Македонське питання

Північна Македонія
Егейська Македонія
Піринська Македонія

Македо́нське пита́ння — суперечка про належність історичної спадщини, території та населення історичної області Македонії. Македонське питання постало після остаточного розпаду Османської імперії наприкінці XIX — на початку XX століття. Воно є невід'ємною частиною так званого Східного питання.
На сучасному етапі Македонське питання залишається досить гострим і безпосередньо стосується трьох європейських держав: Болгарії, Північної Македонії та Греції. Відносини між останніми двома вкрай напружені. В 2017-18 рр. ці дві країни почали стрімко наближатися до вирішення суперечки щодо назви Македонії.

## Історія виникнення

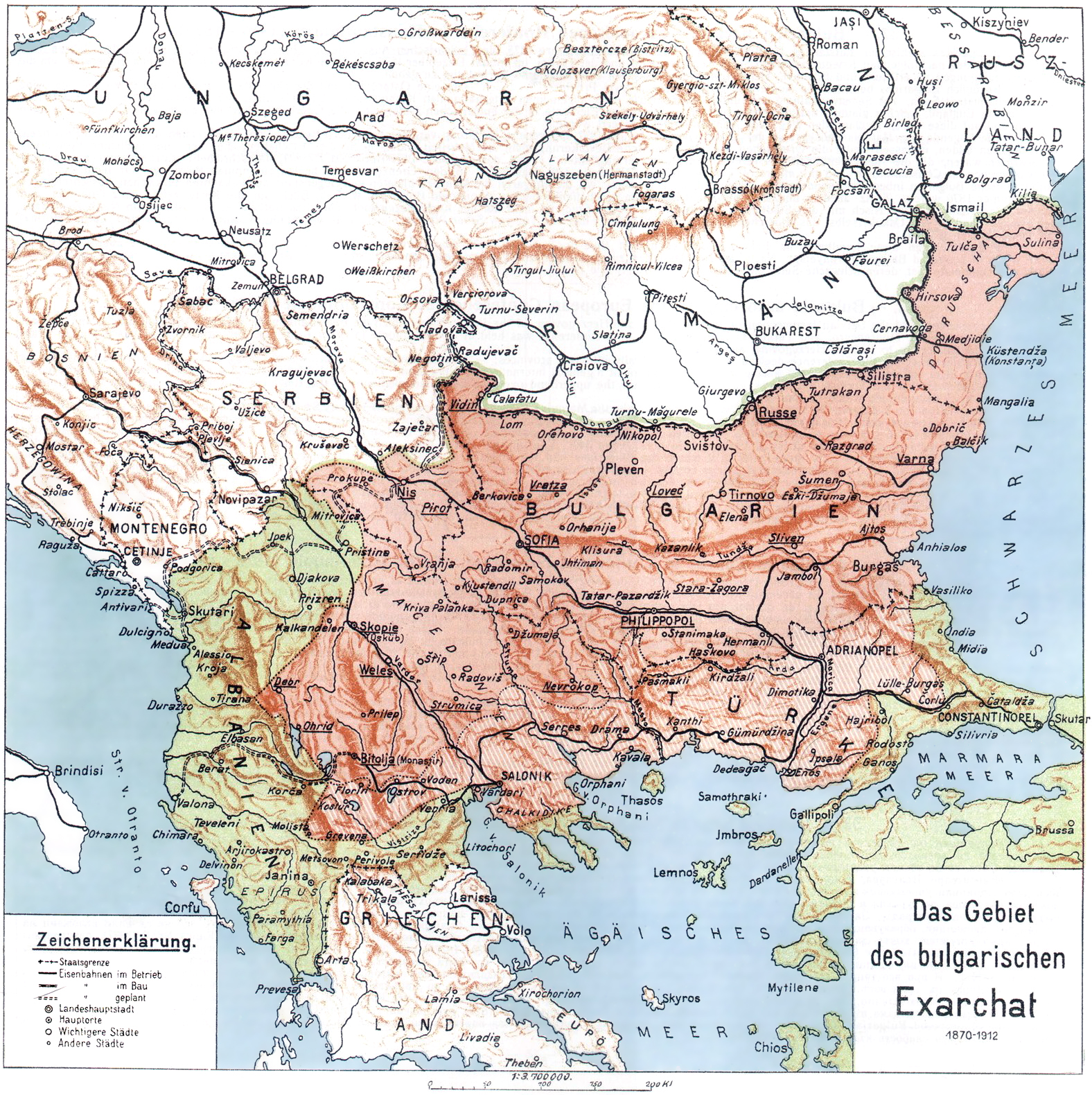
Мапа Болгарського екзархату, 1870—1913 роки

У період російсько-турецької війни 1877—1878 років близько 1 000 добровольців з Македонії взяли участь у військових діях проти військ Османської імперії. Російські війська, однак, не вступили на територію Македонії, зупинившись поблизу Кюстенділа. За умовами Сан-Стефанського договору 1878 року було утворено автономне Болгарське князівство, що включило всю Македонію, за винятком Салонік і півострова Халкідіки. Однак проти цього різко виступили західні держави, Князівство Сербія і Грецьке королівство.
У результаті переговорів на Берлінському конгресі 13 липня 1878 року укладено новий мирний договір: територія Болгарського князівства значно скорочена, утворена окрема автономна одиниця Східна Румелія, а Македонія залишилася у складі Османської імперії. Відповідно до статті 23 Берлінського миру християнське населення Македонії і Фракії повинно було в майбутньому також отримати самоврядування в рамках імперії. Якщо грецьке і грекофільське населення Македонії, а також македонські мусульмани, з натхненням прийняли умови Берлінського договору, не допустивши приєднання македонських земель до Болгарії, то болгарське населення було обурене. У Піринській Македонії в жовтні 1878 року спалахнуло Кресненське повстання, яке до літа 1879 року було придушене. Згідно з рішеннями Берлінського конгресу була організована комісія для вироблення пропозицій з надання Македонії автономії. До комісії, однак, не були включені македонські слов'яни, які після Кресненського повстання розглядалися Портою як «болгарські повстанці». Розроблений комісією проект самоврядування Македонії султан у 1880 році відкинув. Санкцій «великих держав» не було, і питання автономії залишилося невирішеним.
Наприкінці XIX століття активізувалися претензії балканських країн на македонські землі. Крім Болгарського князівства та Грецького королівства, які давно вважали Македонію своєю історичною територією, на політичну сцену вийшла Королівство Сербія, яка заявила, що македонські слов'яни — насправді серби. Позиція Греції полягала в тому, що більша частина македонських слов'ян, насамперед ті, які залишилися під юрисдикцією Константинопольського патріархату, — слов'янизовані греки.
Зрештою у Македонії розгорнулася боротьба між Князівством Болгарія, Королівством Греція і Королівством Сербія за залучення на свій бік етнічно невираженого місцевого слов'янського населення, головним чином шляхом створення паралельних систем освіти і розширення сфер впливу національних православних церков. Якщо в перший час після утворення Болгарського князівства через опір османської влади і Константинопольського патріархату болгарський вплив у Македонії дещо зменшився, то в 1890-ті роки в результаті потепління османо-болгарських відносин у добу правління Стефана Стамболова і греко-турецької війни 1897 болгарський національний рух у Македонії знову активізувався. Число болгарських шкіл в 1900 році досягло 781, встановлено болгарські гімназії в Салоніках, Битолі та Скоп'є, створені нові єпархії Болгарського екзархату.
Тим не менше, грецький національний рух також зміцнив свої позиції: 1900 року у Македонії налічувалося вже 613 грецьких шкіл, а чверть македонських слов'ян зберігало приналежність до Константинопольського патріархату. Паралельно швидко розвивався албанський національний рух, однією з головних вимог якого, відповідно до програми Призренської ліги 1878 року, стало об'єднання всіх населених албанцями земель, включаючи Західну Македонію, в єдине автономне утворення у складі імперії. Згідно з даними перепису населення в 1895 році у Скопському санджаку, Бітольському і Салонікському вілайєтах мешкало 2,5 мільйони осіб, з яких 52 % складали слов'яни, 22 % — османи, 10 % — греки, 5,5 % — албанці, 3,5 % — аромуни і 3 % — євреї.
До кінця XIX століття відноситься виникнення ідеї македонізму. Вперше з нею виступив, переслідуючи великосербські політичні цілі, сербський дипломат Стоян Новакович, який заявив у 1888 році, що слов'янське населення Македонії утворює окремий македонський народ і не є ані болгарами, ані сербами. У 1903 році Крісте Місірков у своїй праці «Про македонські проблеми» обґрунтував існування особливої македонської мови і визнав наявність у македонців власних політичних інтересів. Ідеї македонізму були підтримані у Королівстві Сербія, однак у самій Македонії не знайшли широкого кола прихильників: більшість македонських слов'ян, перш за все, культурна і політична еліта, до того часу відносила себе до болгар. Зрештою від 1904 року розпочалась, так звана, Боротьба за Македонію, що тривала до 1908 року.

## Від Югославської республіки до Республіки Македонія
Після закінчення Першої світової війни 1918 року у балканському регіоні постало нове об'єднання народів Королівство Сербів, Хорватів і Словенців. 1931 року ця назва була змінена на Королівство Югославія. Створення такої держави, далеко неоднорідної етнічно, та його підтримка у подальшому здійснювалась в основному зусиллями французької дипломатії спочатку задля створення бар'єру проти розширення Австрійської республіки, а потім аби відвести німецький вплив і проникнення.
Наприкінці Другої світової війни в рамках реорганізації Югославії у Федеративну Народну Республіку Югославії 30 січня 1946 року створено 6 народних республік, пізніше перейменованих на соціалістичні республіки: Соціалістична Республіка Словенія, Соціалістична Республіка Хорватія, Соціалістична Республіка Боснія і Герцеговина, Соціалістична Республіка Чорногорія, Соціалістична Республіка Сербія і Соціалістична Республіка Македонія. Насправді, цей поділ заподіяв істотну шкоду Сербії: тим часом, коли Словенія і Хорватія зберегли свою єдність, Сербію розділено на три соціалістичні республіки, і, таким чином, її територія значно зменшилася.[джерело?]. Більшість істориків[яких?] схиляються до думки про своєрідну помсту маршала Йосипа Броза Тіто, який був хорватом за походженням, Сербії, що завжди домінувала в регіоні.[неавторитетне джерело]
З утворенням автономної республіки Македонії, яка охоплювала 10,5 % від загальної площі Федеративної Народної Республіки Югославія і мала населення близько 2 млн осіб, югославський уряд переслідував дві цілі: зміцнення Південної Югославії, домогтися успіху в справі ефективного усунення будь-якого болгарського впливу або територіальних претензій на цей регіон — оскільки болгарська присутність в цьому районі була досить сильною і проболгарські тенденції дуже сильними., а також прийняття Македонії в цілому. Втім Христо Татарчев, голова Центрального комітету Внутрішньої македонської революційної організації (ВМРО), написав у своїх спогадах (Софія, 1928): «Ми думали, що пізніше автономна Македонія зможе приєднатися легше до Болгарії, або, якщо це неможливо, вона має стати об'єднуючою ланкою у федерацію балканських народів»..
Після Другої світової війни Сталін прагнув створити федерацію балканських держав у ширшому форматі, навіть за участі Греції серед них, щоб забезпечити доступ до Егейського моря — федерацію, над якою Радянський Союз мав би повний контроль. Оскільки Македонія була каменем спотикання і причиною непорозумінь між Югославією та Болгарією, він спробував (через план Сталіна-Тіто-Димитрова) використати Македонію як сполучну ланку шляхом відокремлення її від обох країн. Проте після розколу між Тіто і Радянським Союзом 1948 року югославський лідер скерував план Сталіна на свою користь, зліквідувавши претензії Народної Республіки Болгарія на цю територію.
Так, югославська республіка Македонія, утворена в 1946 році, зайняла територію регіонів, раніше іменованих Південна Сербія, або Вардарська Бановина. Починаючи з 1946 року югослави почали називати цей регіон Вардарська Македонія, наслідуючи назву грецької Македонії, а саме Егейська Македонія, а також невеликої македонської території, що відійшла Народній Республіці Болгарія — Піринська Македонія.
Югославські та пізніше македонські політики бажали не лише створення територіальної республіки, але й надати їй національного характеру, що є визначальним для оформлення державності. Оскільки основними характеристиками нації є єдність країни (у розумінні «загальної батьківщини»), політична організація, національна мова, релігія і культурна спадщина. Останнє означає існування загального минулого, загальної культурно-історичної свідомості. Для цього вони здійснили кілька кроків:
Державна організація
Усі державні органи та структури отримали назву Македонських, без будь-яких інших уточнень, на кшталт, Колишня Югославська…: Македонський уряд, Македонський парламент тощо.
Мова
Югославська конституція визнала місцевий діалект за офіційну мову, що отримала назву македонської і віднині мала вважатись рівною сербсько-хорватській і словенській мовам. Тепер македонський діалект, що раніше розглядався мовознавцями тільки як діалект болгарської мови, мовною реформою був очищений від лінгвістичних елементів, які могли б викликати суперечки в майбутньому, і став офіційною державною мовою. Відтепер македонською викладались усі предмети у середній та вищій школі.
Незалежна церква
Незважаючи на той факт, що комуністична ідеологія не визнавала релігію, релігійні почуття були глибоко вкорінені у жителів району, а церква тісно пов'язаною з їх історичними традиціями. Саме з цієї причини створено автокефальну Македонську православну церкву в 1964 році, за втручання комуністів резиденція була встановлена в Охриді, попри реакцію Сербського патріарха. Цей акт — порушення канонічного права Православної Церкви — здійснений виключно з метою зміцнення автономії Македонія супроти Сербії — як автономії, що була висловлена гаслом «Одна країна, одна церква, одна нація».
Окрема нація та громадянство
Задля політичної консолідації суспільства було важливим поширення ідеї національної єдності македонців як окремої нації. Задля цього серед мешканців південної частини Югославії пропагувалась, так звана, «македонська національна свідомість». У Скоп'є засновано Інститут національної історії, колосальні сили вчених кинуто на дослідження історичного минулого та його нового тлумачення. Втім непоодинокими були випадки переписування та фабрикування національної історії.
Головною метою вважалось відокремити націю від болгар та сербів і переконати македонців, що вони належать до окремого слов'янського народу. Тому історія регіону, а також мова мають бути «очищені» від усіх болгарських і сербських елементів. Болгарські та сербські історичні події, персоналії та навіть інтелектуальна спадщина зазнали масового перейменування на «македонські».
Іншим першочерговим завданням передбачалось знівелювати грецький характер історичної Македонії. Ця мета досягалась мінімізацією грецької присутності у регіоні, а також новим тлумаченням ролі греків, зокрема культурного та інтелектуального внеску еллінізму, впливу грецького духовенства та грецьких шкіл.

## Сучасний етап
Відносини між Республікою Македонією та Грецією

Плакат пропаганди Скоп'є 1989—1994 років: Республіка Македонія мала б включити частину території Союзної Республіки Югославія, Болгарії та Греції. Столиця Республіки Македонії — столиця грецької області Македонії місто Салоніки (Солунь)

Прапор Республіки Македонія у період 1991—1995 років

Прапор Грецької Македонії із зображенням Вергінської зірки

8 вересня 1991 року на загальнодержавному референдумі македонці підтримали рішення про незалежність Республіки Македонії від Югославії. Власне саме запитання, винесене на референдум виглядало так:
|  | «Чи підтримуєте ви незалежну Македонію з правом вступу у майбутньому в союз суверенних держав Югославії?» Оригінальний текст (мак.) Дали сте за самостојна Македонија со право да стапи во иден сојуз на суверени држави на Југославија? |

Цілковитою несподіванкою стало те, що першою незалежну Республіку Македонію визнала Болгарія 5 січня 1992 року. Наступними були Туреччина, Словенія, Росія, США та інші країни. Проте із негайною нотою протесту виступила Греція: вона наголошувала на неприпустимості територіальних претензій, використання у назві суверенної європейської держави еллінської назви, а також еллінської символіки (Вергінської зірки — символу македонських царів на державному прапорі). При цьому офіційна Греція вказала на контроверсійність положень у Конституції Республіки Македонії, яка зокрема декларувала: «Республіка піклується про статус і права людей, що належать до народу Македонії і проживають у сусідніх державах …». Це греки розцінили як заклик слов'янам півночі Греції відокремитися і возз'єднатись зі співвітчизниками. У столиці Грецької Македонії місті Салоніки 1992 року відбулась демонстрація проти використання імені Македонія у назві республіки, у ній взяло участь більше мільйона греків. Тодішній прем'єр-міністр Константінос Міцотакіс писав: «Мене з самого початку турбувала не стільки сама назва. Ми не повинні були допустити створення другої проблеми з нацменшинами у грецькій Македонії після першої — із туркомовними греками Східної Фракії. Моєю головною метою було переконати Республіку Македонію заявити, що в Греції немає слов'янської македонської етнічної меншини. У цьому полягала наша базова суперечність зі Скоп'є». Президент Греції Константінос Караманліс лаконічно висловив позицію Греції так:
|  | «Є лише одна Македонія, і вона — грецька.» |

Зрештою 1993 року ООН визнала незалежність держави під назвою Колишня Югославська Республіка Македонія. Після цього більшість країн та міжнародних організацій, навіть неполітичних, також прийняли цю компромісну назву за офіційну. Втім деякі країни, серед яких і США, продовжують використовувати назву Республіка Македонія. Натомість Греції запропоновано використовувати назву Республіка Македонія — Скоп'є, тим часом як інші країни, що визнали республіку, іменували б її Республіка Македонія, але Греція відхилила цю пропозицію. Тоді обидві сторони вирішили продовжити суперечку про назву під егідою ООН. Датою усунення розбіжностей називався 2008 рік, коли Республіка Македонія мала б офіційно вступити в НАТО, приурочивши це до 50-річчя альянсу влітку 2009 року.

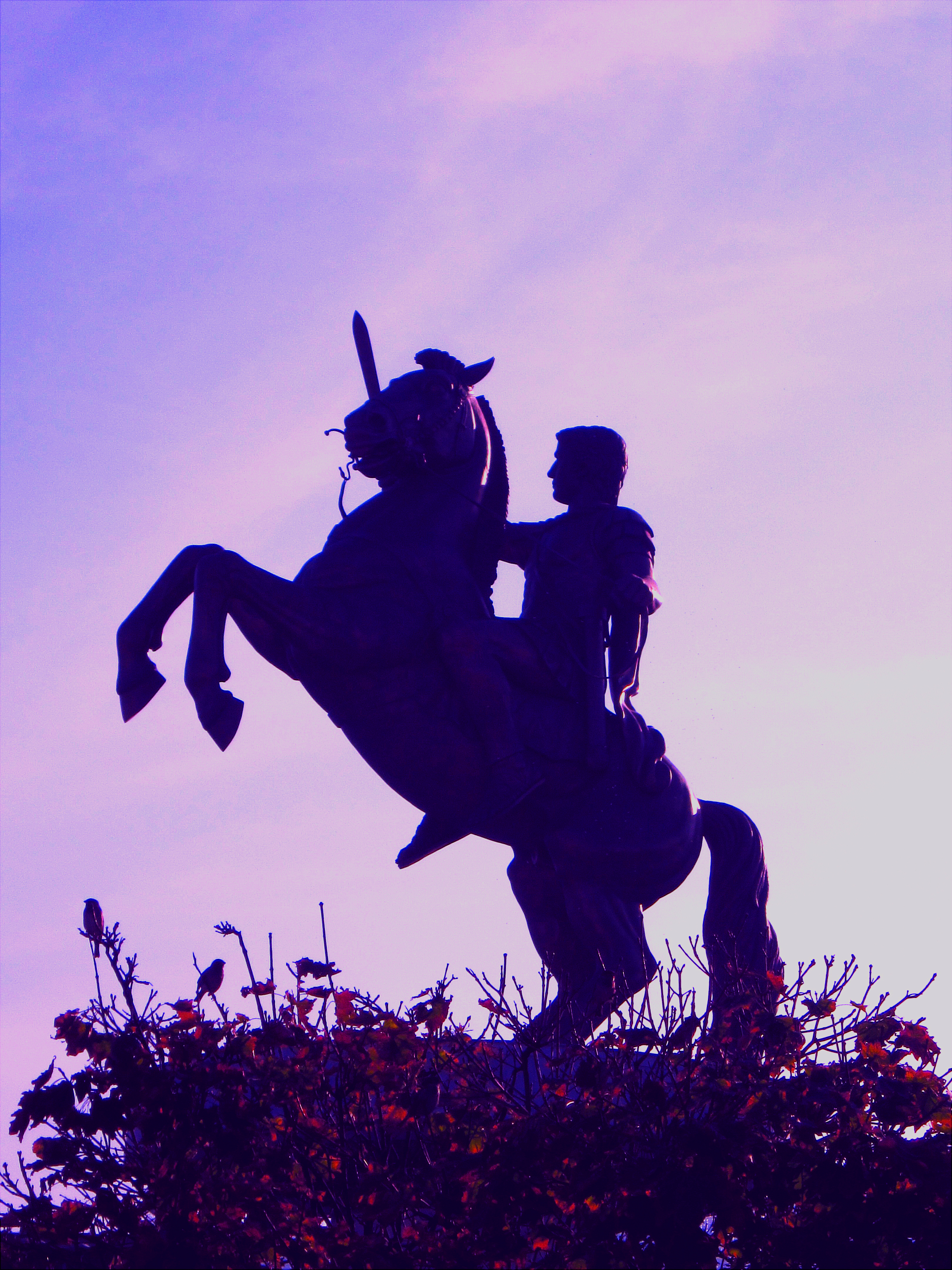
На думку македонських істориків, сучасні македонці знаходяться в етнічній спорідненості з Олександром Македонським, який в сучасній Македонії зведений в культ

Не зважаючи на те, що перемовини з приводу конфлікту іменування поновились між Грецією та Республікою Македонією 2008 року, а міжнародний посередник Метью Німіц ще у лютому 2008 року передав головам держав свою пропозицію, 23 грудня 2009 року Президент Греції Каролос Папульяс відповів відмовою на офіційне запрошення президента Республіки Македонії Георге Іванова, допоки не буде врегульовано питання назви Колишньої Югославської Республіки. Греція продовжує категорично заперечувати проти використання слова Македонія, зокрема «Верхня Македонія», «Нова Македонія», «Північна Македонія», «Македонія-Скоп'є», компромісними вважаючи назви, на кшталт, «Республіка Скоп'є» або «Вардарська Республіка». Натомість і Республіка Македонія очікує на більш прийнятні пропозиції від ООН. Поки триває суперечка, Греція блокує міжнародну діяльність Республіки Македонії. З кінця 2005 року Македонія — офіційний кандидат на вступ до ЄС, але її прийом відкладений. У 2008 році Греція наклала вето і на включення країни в НАТО. У свою чергу Республіка Македонія поскаржилася на Грецію в Гаазький Міжнародний суд за порушення угоди 1995 року, за якою не можна перешкоджати її членству в міжнародних організаціях, якщо Республіка Македонія використовує назву Колишньої Югославської Республіки Македонії.
Значно більшу стурбованість у Греції викликає національна історія Республіки Македонії, запропонована істориками Скоп'є, хоча останні досі не навели переконливих історичних свідчень появи, розселення та розвитку міст македонців-слов'ян у регіоні. З іншого боку історія Стародавньої Македонії та діяльність Александра Македонського становлять основну перешкоду македонській пропаганді, оскільки історично правдиві та широко відомі (див. Еллінське походження македонян). Втім македонські історики ставлять під сумнів і грецький характер Стародавньої Македонії. Так, вони заявили, що давні македонці не були греками, а іллірійськими племенами, і царі їх також не були греками, а лише філеллінами. Пізніше правлячий клас склався грецьким, погоджуються вони, проте народ залишався македонським, тобто іллірійським, а не грецьким. Александр Македонський також не був греком, і поширював він не грецьку культуру, а «ім'я Македонії». У добу діадохів почалась поступова еллінізація македонського народу, оскільки тепер греки складали верстви рабів та найманих військовиків. (У столиці Республіки Македонії іменем Александра Великого названо аеропорт, а на вулиці Македонії — центральній вулиці міста — встановлять його статую, проект оцінюється у 7 млн євро). Непереборним контраргументом грецької сторони у цьому питанні є написи давньогрецькою мовою на гробниці македонського царя Філіппа II Македонського, яка була знайдена у столиці Давньої Македонії Вергіні. Також монети македонських царів, починаючи від Александра І Македонського, містять написи давньогрецькою мовою.
21 березня 2011 року Міжнародний кримінальний суд розпочав розгляд позову КЮРМ проти Греції з приводу блокування вступу в НАТО. Дебати триватимуть до 30 березня, а винесення вердикту може зайняти кілька місяців.
Відносини між Республікою Македонією та Болгарією
Двосторонні відносини між Республікою Македонією і Болгарією будуються на основі спільної Декларації від 22 лютого 1999 року. Болгарія запропонувала підписати договір (на основі цієї Декларації) для забезпечення добросусідських відносин між двома країнами, з тим щоб зробити можливою болгарську підтримку в питанні приєднання Республіки Македонії до Європейського союзу.

## План конфедерації з Грецією 1992 року

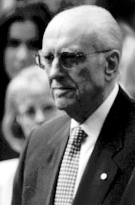
Андреас Папандреу, ПМ Греції в 1992 році

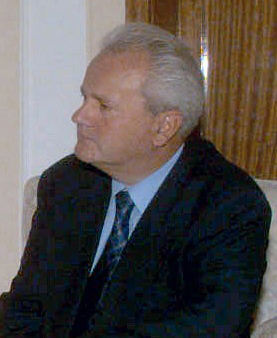
Слободан Мілошевич, президент ФР Югославії

Продовжуючи традиційні сербо-грецькі відносини, в 1992 році президент Югославії Слободан Мілошевич запропонував створити державу сербів і греків. Згідно з цією пропозицією, Греція, Сербія і Колишня Югославська Республіка Македонія повинні були б стати членами тристоронньої конфедерації. У 1994 році Мілошевич попросив грецького прем'єр-міністра А. Папандреу прискорити розгляд пропозиції про конфедерацію Афіни — Белград — Скоп'є. Папандреу охарактеризував ідею як «піонерську, цікаву пропозицію», але зазначив, що вона ще не розглянута. Лідер основної опозиційної партії Нової демократії Еверт Мільтіадіс, який також зустрівся з Мілошевичем, сказав, що всі балканські країни замість цього повинні вступити в Європейський союз. Прем'єр Греції Антоніс Самарас, який на той момент був лідером Партії Весни, зазначив, що пропозиція «цікава, але має бути уважно розглянута».
Позиція Колишньої Югославської Республіки Македонія щодо тристоронньої конфедерації була широко підтримана політиками і інтелектуалами. Відразу після повторного призову Мілошевича щодо конфедерації між Грецією, Сербією і Македонію президент Кіро Глігоров заявив, що пропозиція «утопія, але здійсненна в майбутньому». У 2001 році Кіро Глігоров зазначив широку підтримку пропозиції серед етнічних славо-македонських інтелектуалів: «Це почалося, коли Югославія почала розвалюватися, коли інтелектуали і політики збиралися, щоб обговорити перспективи для нашої країни. Нашою спільною позицією було те, що конфедерація з Грецією була найкращим рішенням». Новеліст Анте Поповські в інтерв'ю французькій газеті  Libération  27 березня 2001 року заявляв: «Я підтримую ідею конфедерації з Грецією. Ми не ризикуємо втратити наш ідентитет, оскільки наша мова виключно відрізняється від грецької, в той час як вона схожа на мови двох інших наших сусідів, сербів і болгар».

## Переоцінка сербськими націоналістами болгарських позицій у македонському питанні
Після розпаду Югославії деякі[хто?] сербські націоналісти визнають, що принаймні частина місцевого слов'янського населення Македонії має болгарське походження, розмовляє болгарським діалектом під назвою «македонська мова», а Югославська Республіка Македонія була створена з антиболгарських геополітичних мотивів, і вони погоджуються передати принаймні частину території Республіки Північна Македонія Болгарії - частину всього півдня від Скоп'є в заради можливого болгарсько-сербського примирення.